# Breaking Hearts
Breaking Hearts – 18. studyjny album brytyjskiego piosenkarza i kompozytora Eltona Johna, wydany w czerwcu 1984 roku. Został stworzony przez kwartet: Elton John, Davey Johnstone, Dee Murray i Nigel Olsson. Sukces odniosły 2 single promujące krążek: "Sad Songs (Say So Much)" (5 lokata na listach w USA) i "Passengers" – także piąta pozycja w Wielkiej Brytanii.

## Lista utworów
1. "Restless" – 5:17
2. "Slow Down Georgie (She's Poison)" – 4:10
3. "Who Wears These Shoes?" – 4:04
4. "Breaking Hearts (Ain't What It Used to Be)" – 3:34
5. "Li'l 'Frigerator" – 3:37
6. "Passengers" (Elton John, Bernie Taupin, Davey Johnstone, Phineas McHize) – 3:24
7. "In Neon" – 4:19
8. "Burning Buildings" – 4:02
9. "Did He Shoot Her?" – 3:21
10. "Sad Songs (Say So Much)" – 4:55